# Marcus Pacuvius
Marcus Pacuvius (Brindisium, 220 – Tarentum, ca. 130 v.Chr.) was een Romeins schrijver.
Pacuvius was de neef van de dichter Ennius, die hem te Rome in de kringen van de jonge hellenofielen (d.i. liefhebbers van de Griekse cultuur, onder meer de clan der Scipiones) moet hebben geïntroduceerd. Als tragediedichter én kunstschilder paste hij zeer goed in dit milieu, en hij toonde bovendien belangstelling voor de gedachtenstromingen van zijn tijd. Pacuvius overleed op hoge leeftijd, nadat hij zich om gezondheidsredenen in Tarentum had teruggetrokken.
Reeds vanaf de Oudheid werd hij samen met Accius tot de klassieke dichters van de Romeinse tragedie beschouwd. Verder staat Pacuvius bekend als de doctus (d.i. geleerde), maar deze geleerdheid heeft ook zijn schaduwzijden. Hij weidt graag uit, wordt soms pedant, en zijn woordkeuze neigt naar het vergezochte.
Van zijn twaalf bekende tragedies naar Grieks model zijn slechts fragmenten bewaard gebleven. De beroemdste was Antiope. Hij schreef ook de fabula praetexta Paullus, waarin hij wellicht de overwinning van Lucius Aemilius Paulus Macedonicus bij Pydna (in 168 v.Chr.) verheerlijkte.
- Bibsys: 95003812
- Biblioteca Nacional de España: XX1057397
- Bibliothèque nationale de France: cb12197922z (data)
- CiNii: DA1099336X
- Gemeinsame Normdatei: 118738976
- International Standard Name Identifier: 0000 0000 6135 5084
- Library of Congress Control Number: n94119889
- Nationale Bibliotheek van Tsjechië: ola2012736408
- Nationale Bibliotheek van Israël: 987007447452005171
- Nationale Bibliotheek van Polen: a0000002225786
- Nationale en Universitaire bibliotheek Zagreb: 000118100
- Nederlandse Thesaurus van Auteursnamen: 069644764
- Réseau des bibliothèques de Suisse occidentale: 02-A003664197
- Istituto Centrale per il Catalogo Unico: SBLV013835
- Système universitaire de documentation: 030595800
- Virtual International Authority File: 19725172
- WorldCat: E39PBJbGPHTGWH9YWFrFw4fTHC